# Efterklange af Ossian
Efterklange af Ossian er en koncertouverture af Niels W. Gade fra 1841.

## Tilblivelse
Værket bærer opusnummer 1, men det var ikke Gades første komposition. Det er skrevet til en konkurrence udskrevet i marts 1840 af Musikforeningen i København, der var grundlagt i 1836. Gade skrev sit værk i efteråret 1840 efter alt at dømme på en opfordring, der kom så sent, at han ikke kunne nå at have det færdigt, inden tidsfristen. Meget tyder på, at man nærmest ventede på det.
Der indkom i alt ti værker. Juryen bestod af de tyske komponister, Friedrich Schneider og Ludwig Spohr. Felix Mendelssohn-Bartholdy meldte afbud på grund af travlhed, da foreningen i København ikke havde fremsendt kompositionerne til aftalt tid, måske fordi man ventede på Gades bidrag.
Gade indsendte ouverturen under mottoet "Formel hält uns nicht gebunden / Unsre Kunst heißt Poesie".
I marts 1841 fik han førstepræmien for Efterklange af Ossian. Efter betingelserne var han forpligtet til også at skrive en klavertransskription af værket og til at overlade Musikforeningen rettighederne.
Ouverturen blev uropført i Musikforeningen i København den 19. november 1841 med Franz Glæser som dirigent.

## Inspiration
Ossiankvadene gav sig ud for at være gammel gælisk folkepoesi, men viste sig at være skrevet af skotten James Macpherson (1736-96) på grundlag af småstumper af gælisk oldtidsdigtning. Den blinde Ossian er en mytisk skikkelse; en barde, der skrev digte på gælisk. I romantikken vakte disse digte mange steder i Europa interessen for gammel folkepoesi. Steen Steensen Blicher havde stor indføling med den melankolske hede- og højlandstone i Ossians digte og oversatte dem til dansk 1807-09. Herfra lod også Gade sig påvirke.
Inspireret af den folkevisetone, som komponisten A.P. Berggreen, der var Gades lærer, anbefalede til danske komponister, benyttede Gade i sin Ossian-ouverture et motiv fra melodien til folkevisen "Ramund var sig en bedre mand", som var optegnet i sidste bind af Udvalgte danske Viser fra Middelalderen udgivet i 1812-14. Dette motiv er værkets hovedtema, mens et lyrisk tema, introduceret af solooboen, danner sidetema.
Ossianouverturen er et af  Gades værker, som har holdt sig på orkestrenes repertoire, og den er blevet indspillet adskillige gange.